# Fuck L.O.C.
Fuck L.O.C. er rapperen L.O.C.'s 10'ende studioalbum.

## Spor
| #   | Titel                                    | Sangskriver(e)                | Producer(e) | Længde |
| --- | ---------------------------------------- | ----------------------------- | ----------- | ------ |
| 1.  | "Intro"                                  | Liam O'Connor                 |             | 1:35   |
| 2.  | "Hva' Du Værd" (featuring Smiley)        | Liam O'Connor, Smiley         |             | 2:49   |
| 3.  | "Leve"                                   | Liam O'Connor                 |             | 2:28   |
| 4.  | "MJ" (featuring Shooter Gang)            | Liam O'Connor, Shooter Gang   |             | 3:26   |
| 5.  | "Vi Ses"                                 | Liam O'Connor                 |             | 4:04   |
| 6.  | "10.000 Timer"                           | Liam O'Connor                 |             | 2:17   |
| 7.  | "Bedste Lyfe"                            | Liam O'Connor                 |             | 2:42   |
| 8.  | "Extra" (featuring Jamilian)             | Liam O'Connor, Jamilian       |             | 3:37   |
| 9.  | "FUCK L.O.C."                            | Liam O'Connor                 |             | 2:07   |
| 10. | "Lige Siden" (featuring Marwan & Smiley) | Liam O'Connor, Marwan, Smiley |             | 3:48   |
| 11. | "Junkie Bitch" (featuring Marwan)        | Liam O'Connor, Marwan         |             | 2:39   |
| 12. | "Fuck Dit Liv Op"                        | Liam O'Connor                 |             | 2:20   |
| 13. | "Milkshake"                              | Liam O'Connor                 |             | 2:30   |
| 14. | "Airdrop" (featuring Kidd)               | Liam O'Connor, Kidd           |             | 3:09   |
| 15. | "Be For Mig" (featuring Baloosh)         | Liam O'Connor, Baloosh        |             | 2:17   |